# 503.º Batallón Panzer Pesados
El 503.º Batallón Panzer Pesados (en alemán: schwere Panzerabteilung 503; abreviado: s.Pz.Abt. 503) era un batallón panzer pesado alemán equipado con tanques Tiger I y Panzer III. En 1944, fue reequipado con el nuevo Tiger II. El batallón entró en acción en el Frente Oriental y Occidental durante la Segunda Guerra Mundial. Al igual que con otros batallones de tanques pesados alemanes, normalmente no se asignaba a un solo cuerpo, sino que se cambiaba según las circunstancias de la guerra. Más tarde, el batallón pasó a formar parte del recién formado Panzer Corps Feldherrnhalle como el Batallón Panzer Feldherrnhalle.

## Segunda Guerra Mundial
La unidad fue creada el 4 de mayo de 1942. La unidad constaba de 45 Tiger I el 10 de mayo de 1943. Después de la batalla de Stalingrado, el batallón se desplegó en el Grupo de Ejércitos Don y llegó al frente el 1 de enero de 1943. El batallón, junto con varias divisiones del 4.º Ejército Panzer, tenía la tarea de asegurar la retirada del Grupo de Ejércitos A; luego se retiró a Rostov. El 11 de febrero de 1943, la unidad fue trasladada a Járkov. Participó en la tercera batalla de Járkov y en la Operación Ciudadela en 1943. Cuatro días antes del inicio de Ciudadela, el batallón informó que 42 de sus 45 tanques Tiger estaban operativos. La unidad perdió tres Tigers durante la operación y cinco más durante la retirada posterior.
En enero de 1944, el batallón, junto con un regimiento blindado y unidades de infantería, formó el Panzer Regiment Bäke. El regimiento era parte de la fuerza de auxilio, que intentó sin éxito abrirse paso a las fuerzas rodeadas en la batalla de Korsun-Cherkassy. El batallón quedó luego atrapado en la bolsa de Kamenets-Podolsky. A finales de abril de 1944, el regimiento fue disuelto y enviado al oeste para reacondicionamiento y equipamiento con 45 nuevos Tiger II.
En la Operación Overlord, el desembarco de Normandía el 6 de junio de 1944, la unidad fue transferida al mando del 5.º Ejército Panzer. En el lanzamiento de la Operación Goodwood, la 3.ª compañía, que tenía su base en Cagny, Calvados, fue destruida en el bombardeo aliado preliminar, con impactos lo suficientemente poderosos como para poner patas arriba un Tiger de 56 toneladas. Solo un Tiger estaba operativo al final del día. Durante el primer día de Goodwood, la unidad informó la pérdida de trece tanques. A finales de julio, la tercera compañía recibió nuevos tanques Tiger II, que posteriormente fueron destruidos en los ataques aéreos aliados, y solo dos fueron devueltos a Alemania.

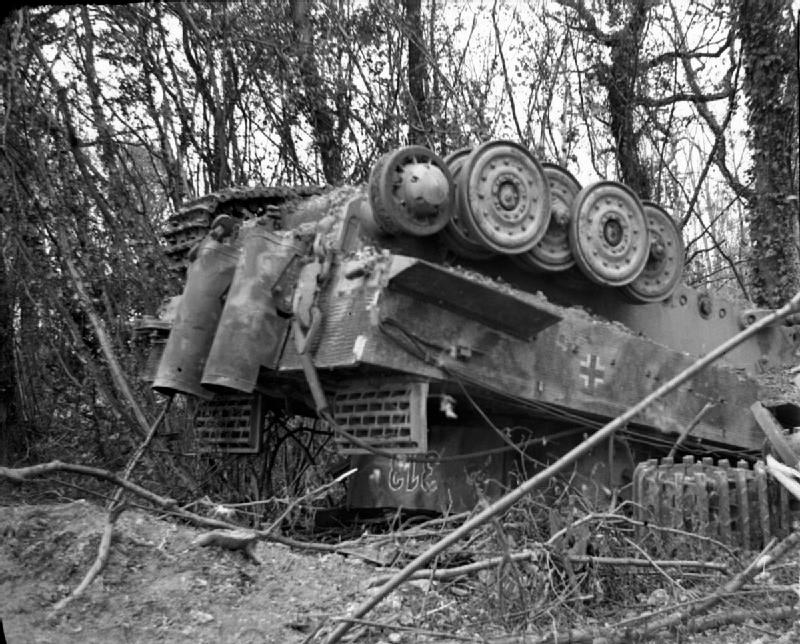

En octubre de 1944, el 503.º, una vez reacondicionado, participó en la batalla de Debrecen. A principios de noviembre, el batallón proporcionó una reserva móvil para el 6.º Ejército, redefinido como Grupo Balck. A mediados de diciembre, las fuerzas alemanas habían sido expulsadas de Budapest. En enero de 1945, la unidad participó en varios intentos fallidos de capturar Budapest, cuyo nombre en código era Operación Konrad. Aunque del 17 al 24 de febrero, el 503.º participó en una de las últimas ofensivas alemanas exitosas de la guerra, la Operación Südwind.

## Organización
Después de su establecimiento, el batallón constaba de solo dos compañías de tanques y una sección del cuartel general del batallón. Cada compañía tenía 9 Tigres I y 13 Panzer III. Los cuatro pelotones de la compañía tenían 2 Tigres I y 2 Panzer III cada uno; había 1 Tigre de mando y un pelotón ligero de 5 Panzer III. El sistema de numeración era 111, 113, 121, 123, 131, 133, 141 y 143 para los Tigres, 112, 114, 122, 124, 132, 134, 142 y 144 para los Panzer III, 100 para el comandante de compañía y 101 a 105 para el pelotón ligero. La 2.ª Compañía copiaba el mismo sistema. Dos Tigres (I y II) formaron la sección del cuartel general del batallón. Los 5 Panzer III restantes formaban el pelotón ligero del batallón y se utilizaban para reconocimiento. Durante toda su existencia, el batallón utilizaría el sistema de numeración estándar de tres dígitos.
A partir del 3 de febrero de 1943, las compañías de tanques se organizaban en 2 pelotones ligeros (4 Panzer III) y 2 pesados (4 Tigres I). Esto cambió en las semanas previas a la Operación Ciudadela, cuando el batallón se organizó de acuerdo con la plantilla estándar. A principios de 1944, el batallón tenía un exceso de fuerza y las compañías tuvieron, temporalmente, un cuarto pelotón. Con posterioridad a Normandía, la 3.ª Compañía fue equipada con 14 Tigres II, formando así la primera compañía pura de este tanque que entró en combate. En septiembre de 1944, el batallón se convirtió en el cuarto batallón con un inventario completo de Tigres II.

### Camuflaje y marcas
Como todos los batallones de Tigres en sus comienzos, los primeros vehículos, incluidos los Panzer III, simplemente fueron pintados de gris. La Balkenkreuz estaba en la parte central del costado de la barcaza. Los tres dígitos designadores estaban ubicados en el centro y a la mitad de altura de la torreta, pintados en blanco con un leve contorno negro. La mayoría de los tanques de la 1.ª Compañía llevaban la insignia del batallón, una cabeza de tigre sobre un círculo blanco, pintada en el frontal derecho de la barcaza. Tras la integración de la 2.ª Compañía del 502.º Batallón Panzer Pesados, las compañías eliminaron la insignia del batallón. Los Panzer III también estaban pintados en color gris y tenían el mismo patrón numeral en la mitad delantera de los flancos de la torreta. El tamaño del dígito era aproximadamente el 60% de la altura de la torreta. El número también se pintó en la parte trasera de la caja portaobjetos.
En la primavera de 1943, los tanques fueron repintados con una extraña mezcla de amarillo verdoso oscuro y verde oliva; los numerales en la torreta pasaron a ser negros con un contorno blanco. Dado que la 1.ª Compañía llenó los centros de los números blancos con pintura negra, estos presentaban un contorno blanco y negro pequeño. Durante varios meses, el batallón tuvo seis Balkenkreuze en cada tanque: uno en cada lado central de la barcaza, otro en cada lado del medio del frontal de la torreta y dos en la caja trasera, flanqueando el número allí aplicado. Los tanques de reemplazo de la 3.ª Compañía tenían a veces números bastante reducidos.
Durante el invierno de 1943 a 1944, los tanques volvieron a tener una capa de cal, oscureciendo la Balkenkreuz. Los números de las torretas se dejaron abiertos, para que parecieran negros sólidos. Los tanques recogidos por el teniente Piepgras en febrero en Magdeburgo y adscritos al Kampfgruppe Mittermeyer durante varias semanas, tenían marcas diferentes. Los números de torreta en el tercio delantero del flanco de la torreta eran un poco más grandes (alrededor del 60% de la altura de la torreta) y tenían un color rojo oscuro sin un oudine; aún los tenían en mayo, durante la misión de entrenamiento de las tripulaciones húngaras en Kolomea.
Más tarde, los números de identificación del tanque se pintaron en la caja de almacenamiento de la parte trasera de la torreta. Estos tanques tenían la base estándar de color amarillo oliva y la Balkenkreuz en el costado del casco estaba detrás del punto central. Los tanques empleados en Normandía fueron pintados en amarillo oliva oscuro, con manchas marrones, y verde oliva. La Balkenkreuz en los Tigres I estaba en el medio del costado de la barcaza. Los números de la torreta se pintaron en la mitad delantera de la torreta y se pintaron en negro con un borde blanco.
Las marcas de los Tigres II (P) de la 1.ª y 3.ª compañías, utilizados en Francia, se pueden distinguir fácilmente no solo por el dígito inicial sino también por su ubicación en la torreta. La primera compañía los tenía en la sección delantera del flanco de la torreta, mientras que la 3.ª Compañía los tenía en la sección trasera. La Balkenkreuz estaría siempre en la sección central del lado de la torreta. Como distinción, varias tripulaciones de la 3.ª Compañía pintaron sus tanques Tigres II con rayas verticales verde oliva y marrón de diferente ancho.
En septiembre de 1944, el batallón recibió una dotación completa de Tigres II, algunos con el nuevo patrón de camuflaje “emboscada”. La mayoría de tenían la imprimación amarillo oliva y estaban cubiertos con manchas verde oliva y marrón. La Balkenkreuz estaba en la sección central de la torreta, y los números de la torreta se pintaron inicialmente frente a él. Más tarde, los tanques de reemplazo no llegaron según el estándar. Estos números negros, aproximadamente de un cuarto de la altura de la torreta, tenían un contorno blanco.

## Equipamiento
Aunque fue el batallón de Tigres más antiguo, el 503.º Batallón Panzer Pesados no recibiría sus primeros tanques hasta noviembre de 1942. De estos, 15 eran de la versión inicial, con el puerto de ametralladora en el lado derecho de la torreta, estaban equipados con el sistema de filtro Feifel y carecían aún de la pasta antimagnética Zimmerit. El batallón también contaría con 31 Panzer III (Modelo N), e incluso usaron cajas traseras de torretas de estos en los Tigres.
En febrero de 1943, la 2.ª Compañía del 502.º Batallón Panzer Pesados fue adscrita al batallón y redesignada como su 3.ª Compañía. En ese momento, la compañía tenía 9 Tigre I y 9 Panzer III (Modelo N). Los 14 tanques entregados en mayo de 1943 llevaron al batallón al máximo de su capacidad, justo antes de la Operación Ciudadela. Estos Tigres tenían el bloque de visión del cargador en el techo de la torreta y eslabones de oruga en el frontal de la barcaza. Durante la Operación Ciudadela, algunos de los tanques tenían pequeñas láminas de metal adheridas a los costados del casco para transportar fajinas o alambre de púas. La entrega de enero de 1944 de 45 tanques representó la introducción de una nueva cúpula y el faro único, conservaban las viejas ruedas con llantas de goma y todos tenían revestimiento de Zimmerit.
Durante las ofensivas soviéticas de primavera en 1944, el batallón perdió casi toda su dotación y tuvo que ser reconstituido. Siendo el único batallón de Tigres disponible para las etapas iniciales de la campaña de Normandía, este entró rápidamente en acción con una mezcla de material. La 1.ª Compañía había recibido 12 Tigre II con torretas Porsche (excepto uno). El resto del batallón estaba equipado con la última versión del Tigre I, con un blindaje más grueso en el techo de la torreta y tres ganchos de elevación en la parte superior de la torreta. Todos los Tigres tenían pasta Zimmerit y los Tigre I llevaban eslabones de oruga en los flancos de la torreta y en el frontal. Todos tenían los cortes de grillete.
A finales de julio, la 3.ª Compañía fue retirada de la línea y recibió 14 Tigres II en Mailly le Camp (12 de ellos con torretas Porsche). Habiendo perdido de nuevo casi toda la dotación, excepto 2 Tigre II (P), el batallón recibió 45 Tigres II y fue enviado a Hungría; casi todos los tanques tenían revestimiento Zimmerit. Su última recepción de material fueron 5 Tigres II el 16 de marzo de 1945. Al final de las acciones en Hungría, algunos tanques tenían dos filas adicionales de eslabones de oruga unidos a la sección lateral central de la torreta.

## Comandantes
- Teniente coronel Post (mayo de 1942 - 28 de enero de 1943)
- Teniente coronel Erich Hoheisel (28 de enero de 1943 - mayo de 1943)
- Capitán Clemens-Heinrich Graf von Kageneck (julio de 1943 - 30 de enero de 1944)
- Capitán Rolf Fromme (febrero de 1944 - diciembre de 1944)
- Capitán Nordwin von Diest-Körber (diciembre de 1944 - febrero de 1945)

## Medallas
- Capitán Clemens Graf Kageneck (Cruz de Caballero de la Cruz de Hierro, 4 de agosto de 1943; Cruz de Caballero con Hojas de Roble (513.er) 26 de junio de 1944)
- Teniente Walter Scherf (Cruz de Caballero de la Cruz de Hierro, 23 de febrero de 1944)
- Capitán Burmeister (Cruz de Caballero de la Cruz de Hierro, 2 de septiembre de 1944)
- Capitán Dr. N. von Diest-Koerber (Cruz de Caballero de la Cruz de Hierro, 1 de mayo de 1945)